# Helianthemum apenninum
Helianthemum apenninum é uma espécie de planta com flor pertencente à família Cistaceae. 
A autoridade científica da espécie é (L.) Mill., tendo sido publicada em The Gardeners Dictionary:...eighth edition no. 4. 1768.

## Portugal
Trata-se de uma espécie presente no território português, nomeadamente os seguintes táxones infraespecíficos:
- Helianthemum apenninum subsp. apenninum - presente em Portugal Continental. Em termos de naturalidade é nativa da região atrás referida. Não se encontra protegida por legislação portuguesa ou da Comunidade Europeia.
- Helianthemum apenninum subsp. stoechadifolium - presente em Portugal Continental. Em termos de naturalidade é nativa da região atrás referida. Não se encontra protegida por legislação portuguesa ou da Comunidade Europeia.